# All-Star Game da NBA de 2013
O All-Star Game da NBA de 2013 foi um jogo exibição de basquete que ocorreu em 17 de fevereiro de 2013 no Toyota Center em Houston, Texas, atual arena do Houston Rockets. Esta foi a 62ª edição do National Basketball Association (NBA) All-Star Game e ocorreu durante a temporada 2012-2013. O anúncio da sede do All-Star Game de 2013 ocorreu em 8 de fevereiro de 2012, quando o comissário David Stern anunciou que Houston iria sediar o evento. Esta foi a terceira vez que Houston sediou o All-Star Game; a cidade já tinha sediado o evento anteriormente em 1989 no Astrodome e 2006 no Toyota Center. O time da Conferência Oeste venceu a partida por 143–138, e Chris Paul do Los Angeles Clippers foi escolhido como jogador mais valioso da partida (MVP).

## All-Star Game

### Técnicos
| |  |  |
| Gregg Popovich (esquerda) e Erik Spoelstra (direita) foram escolhidos como técnicos das conferências Oeste e Leste, respectivamente. |  |  |

A escolha dos técnicos do All-Star Game foi determinada pelo aproveitamento da melhor equipe de cada conferência até a data de 3 de fevereiro de 2013. Gregg Popovich dos San Antonio Spurs conquistou a posição técnico da equipe da conferência Oeste e Erik Spoelstra do Miami Heat conquistou a posição de técnico da equipe da conferência Leste. Os técnicos da edição anterior, Tom Thibodeau e Scott Brooks, não eram elegíveis.

### Jogadores
O roster para o All-Star Game foi escolhido de duas maneiras. Os titulares foram escolhidos através de uma votação popular. Dois armadores e três jogadores variando entre as posições de ala e pivô que receberam a votação mais alta foram escolhidos como titulares do All-Star Game. Os reservas foram escolhidos por votação entre os técnicos, que votaram nas suas respectivas conferências, sendo que nenhum poderia votar em jogadores de sua equipe. Cada treinador escolheu dois armadores, três jogadores entre as posições de ala e pivô e dois "jogadores coringas", com cada jogador selecionado classificado em ordem de preferência dentro de cada categoria. Se um jogador com múltiplas posições fosse selecionado, os treinadores eram encorajados a votar pelo jogador na posição que era "mais vantajosa para a equipe", independentemente de onde o jogador estava listado na votação All-Star ou posição ele foi listado na caixa de pontuação. Se um jogador não puder participar devido a lesão, o comissário irá selecionar uma substituto.

### Roster
| Pos                                  | Jogador          | Time                | Nº de participações | Votos     |
| Titulares                            | Titulares        | Titulares           | Titulares           | Titulares |
| ------------------------------------ | ---------------- | ------------------- | ------------------- | --------- |
| G                                    | Rajon RondoLES 1 | Boston Celtics      | 4                   | 924,180   |
| G                                    | Dwyane Wade (C)  | Miami Heat          | 9                   | 1,052,310 |
| F                                    | LeBron James     | Miami Heat          | 9                   | 1,583,646 |
| F                                    | Carmelo Anthony  | New York Knicks     | 6                   | 1,460,950 |
| F/C                                  | Kevin Garnett    | Boston Celtics      | 15                  | 553,222   |
| Reservas                             |                  |                     |                     |           |
| F/C                                  | Chris Bosh1      | Miami Heat          | 8                   | —         |
| C                                    | Tyson Chandler   | New York Knicks     | 1                   | —         |
| F                                    | Luol Deng        | Chicago Bulls       | 2                   | —         |
| F                                    | Paul George      | Indiana Pacers      | 1                   | —         |
| G                                    | Jrue Holiday     | Philadelphia 76ers  | 1                   | —         |
| G                                    | Kyrie Irving     | Cleveland Cavaliers | 1                   | —         |
| C                                    | Joakim Noah      | Chicago Bulls       | 1                   | —         |
| C                                    | Brook LopezREP   | Brooklyn Nets       | 1                   | —         |
| Técnico: Erik Spoelstra (Miami Heat) |                  |                     |                     |           |

| Pos                                         | Jogador           | Time                   | Nº de participações | Votos     |
| Titulares                                   | Titulares         | Titulares              | Titulares           | Titulares |
| ------------------------------------------- | ----------------- | ---------------------- | ------------------- | --------- |
| G                                           | Chris Paul (C)    | Los Angeles Clippers   | 6                   | 929,155   |
| G                                           | Kobe Bryant       | Los Angeles Lakers     | 15                  | 1,591,437 |
| F                                           | Kevin Durant      | Oklahoma City Thunder  | 4                   | 1,504,047 |
| F                                           | Blake Griffin     | Los Angeles Clippers   | 3                   | 863,832   |
| C                                           | Dwight Howard     | Los Angeles Lakers     | 7                   | 922,070   |
| Reservas                                    |                   |                        |                     |           |
| F                                           | LaMarcus Aldridge | Portland Trail Blazers | 2                   | —         |
| F                                           | Tim Duncan        | San Antonio Spurs      | 14                  | —         |
| G                                           | James Harden      | Houston Rockets        | 1                   | —         |
| F                                           | David Lee         | Golden State Warriors  | 2                   | —         |
| G                                           | Tony Parker       | San Antonio Spurs      | 5                   | —         |
| F                                           | Zach Randolph     | Memphis Grizzlies      | 2                   | —         |
| G                                           | Russell Westbrook | Oklahoma City Thunder  | 3                   | —         |
| Técnico: Gregg Popovich (San Antonio Spurs) |                   |                        |                     |           |

(C) – Jogadores nomeados como capitães de cada conferência para o All-Star Game da NBA.
↑LES  Não participou devido à lesão.

↑REP  Brook Lopez foi escolhido pelo comissário da NBA David Stern para substituir Rajon Rondo.

↑1 Erik Spoelstra escolheu  Chris Bosh para começar a partida no lugar de Rajon Rondo.

### Jogo
| 17 de fevereiro de 2013 8:30 p.m. ET | Dados da partida | Conferência Leste 138, Conferência Oeste 143  | Conferência Leste 138, Conferência Oeste 143 | Conferência Leste 138, Conferência Oeste 143 |  | Toyota Center, Houston, Texas Público: 16,101 Árbitros: - #10 Ron Garretson - #71 Rodney Mott - #40 Leon Wood | TNT |
| 17 de fevereiro de 2013 8:30 p.m. ET | Dados da partida | Placar por quarto: 26–31, 39–38, 39–39, 34–35 |                                              |                                              |  | Toyota Center, Houston, Texas Público: 16,101 Árbitros: - #10 Ron Garretson - #71 Rodney Mott - #40 Leon Wood | TNT |
| 17 de fevereiro de 2013 8:30 p.m. ET | Dados da partida | Pts: Anthony 26 Rbts: Anthony 12 Asts: Wade 7 |                                              | Pts: Durant 30 Rbts: Howard 7 Asts: Paul 15  |  | Toyota Center, Houston, Texas Público: 16,101 Árbitros: - #10 Ron Garretson - #71 Rodney Mott - #40 Leon Wood | TNT |

## All-Star Weekend

### BBVARising Stars Challenge
| Rodada                              | Escolha | Pos. | Jogador                | Time                   | Rookie / SophomoreR/S |
| ----------------------------------- | ------- | ---- | ---------------------- | ---------------------- | --------------------- |
| 1                                   | 1       | G    | Damian Lillard         | Portland Trail Blazers | Rookie                |
| 2                                   | 3       | G    | Kyrie Irving           | Cleveland Cavaliers    | Sophomore             |
| 3                                   | 5       | C    | Andre DrummondLES      | Detroit Pistons        | Rookie                |
| 4                                   | 7       | G/F  | Klay Thompson          | Golden State Warriors  | Sophomore             |
| 5                                   | 9       | F    | Harrison Barnes        | Golden State Warriors  | Rookie                |
| 6                                   | 11      | F    | Chandler Parsons       | Houston Rockets        | Sophomore             |
| 7                                   | 13      | G    | Dion Waiters           | Cleveland Cavaliers    | Rookie                |
| 8                                   | 15      | F    | Michael Kidd-Gilchrist | Charlotte Bobcats      | Rookie                |
| Empate                              | Empate  | C    | Tyler Zeller           | Cleveland Cavaliers    | Rookie                |
| Empate                              | Empate  | G    | Kemba Walker           | Charlotte Bobcats      | Sophomore             |
| –                                   | –       | F    | Andrew NicholsonREP    | Orlando Magic          | Rookie                |
| Técnico: David Fizdale (Miami Heat) |         |      |                        |                        |                       |
| Gerente Geral: Shaquille O'Neal     |         |      |                        |                        |                       |

| Rodada                                        | Escolha | Pos. | Jogador          | Time                   | Rookie / SophomoreR/S |
| --------------------------------------------- | ------- | ---- | ---------------- | ---------------------- | --------------------- |
| 1                                             | 2       | F/C  | Anthony Davis    | New Orleans Hornets    | Rookie                |
| 2                                             | 4       | F    | Kenneth Faried   | Denver Nuggets         | Sophomore             |
| 3                                             | 6       | F    | Kawhi Leonard    | San Antonio Spurs      | Sophomore             |
| 4                                             | 8       | G    | Bradley Beal     | Washington Wizards     | Rookie                |
| 5                                             | 10      | G    | Ricky Rubio      | Minnesota Timberwolves | Sophomore             |
| 6                                             | 12      | F/C  | Tristan Thompson | Cleveland Cavaliers    | Sophomore             |
| 7                                             | 14      | C    | Nikola Vučević   | Orlando Magic          | Sophomore             |
| 8                                             | 16      | G    | Brandon Knight   | Detroit Pistons        | Sophomore             |
| Empate                                        | Empate  | G    | Isaiah Thomas    | Sacramento Kings       | Sophomore             |
| Empate                                        | Empate  | G    | Alexey Shved     | Minnesota Timberwolves | Rookie                |
| Técnico: Mike Budenholzer (San Antonio Spurs) |         |      |                  |                        |                       |
| Gerente Geral: Charles Barkley                |         |      |                  |                        |                       |

↑LES  Andre Drummond não pôde participar devido à lesão.

↑REP  Andrew Nicholson foi escolhido para substituir Andre Drummond.

↑R/S  As denominações rookie e sophomore significam, respectivamente novato e jogador em sua 2ª temporada.

### Jogo
| 15 de fevereiro 9:00 p.m. ET | Boxscore | Time Shaq 135, Time Chuck 163                | Time Shaq 135, Time Chuck 163 | Time Shaq 135, Time Chuck 163                                   |  | Toyota Center, Houston, Texas Público: 16,101 Árbitros: - #66 Haywoode Workman - #58 Josh Tiven - #60 James Williams | TNT |
| 15 de fevereiro 9:00 p.m. ET | Boxscore | Pts: Irving 32 Rbts: Irving 6 Asts: Walker 8 |                               | Pts: Faried 40 Rbts: Faried, Thompson 10 Asts: Rubio, Thomas 10 |  | Toyota Center, Houston, Texas Público: 16,101 Árbitros: - #66 Haywoode Workman - #58 Josh Tiven - #60 James Williams | TNT |